# Gválijar
Gválijar (angolul Gwalior, hindiül ग्वालियर) város Madhja Prades indiai államban Agrától délre és az állam fővárosától, Bhopáltól északra, Delhitől 320 km-re délkeletre. Lakossága az elővárosokkal több mint 1,8 millió fő, ezzel India 46. legnépesebb városa.
A mai Gválijar magába foglalja a korábbi Laskar városát is.

## Történelem
Laskar 1750-től 1818-ig a Marátha Birodalom központja volt A brit uralom alatt Gválijar állam székhelye, majd 1950 és 1956 között Madhja Barat állam fővárosa.

## Gazdaság
Fontos iparágai a cipő-, textil-, papír-, dohány- bőr-, kerámia- és élelmiszeripar.
Repülőtere (keleti hosszúság 78° 13' 48, északi szélesség 26° 17' 38) csak az Indian Airlines belföldi járatait fogadja.

## Kultúra
A városban egyetem működik.

## Látnivalók
A környék leghíresebb épületegyüttese a város fölötti homokkő fennsíkon álló Gválijar erőd. Az erődítményben több palota és hindu templom is áll; ezek némelyike ezer évesnél is idősebb; több a 11–12. században épült. Az erődítménytől nem messze áll több dzsaina szent monumentális szobra. Ezeket 1450 körül faragták; némelyik 18 m magas.

## Képgaléria

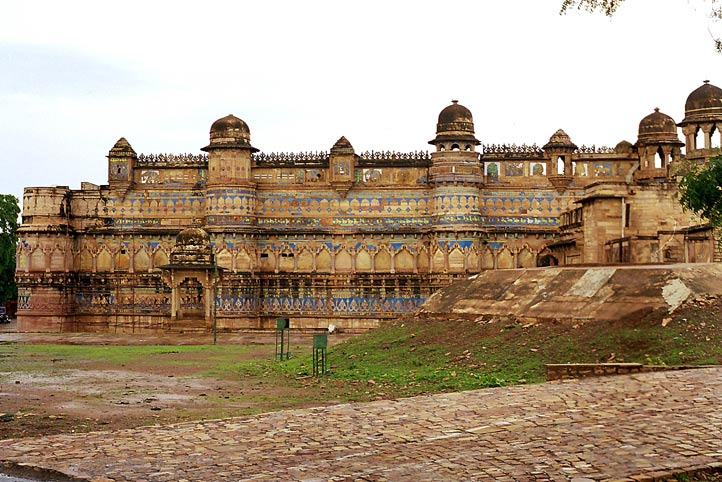
Gválijar erőd
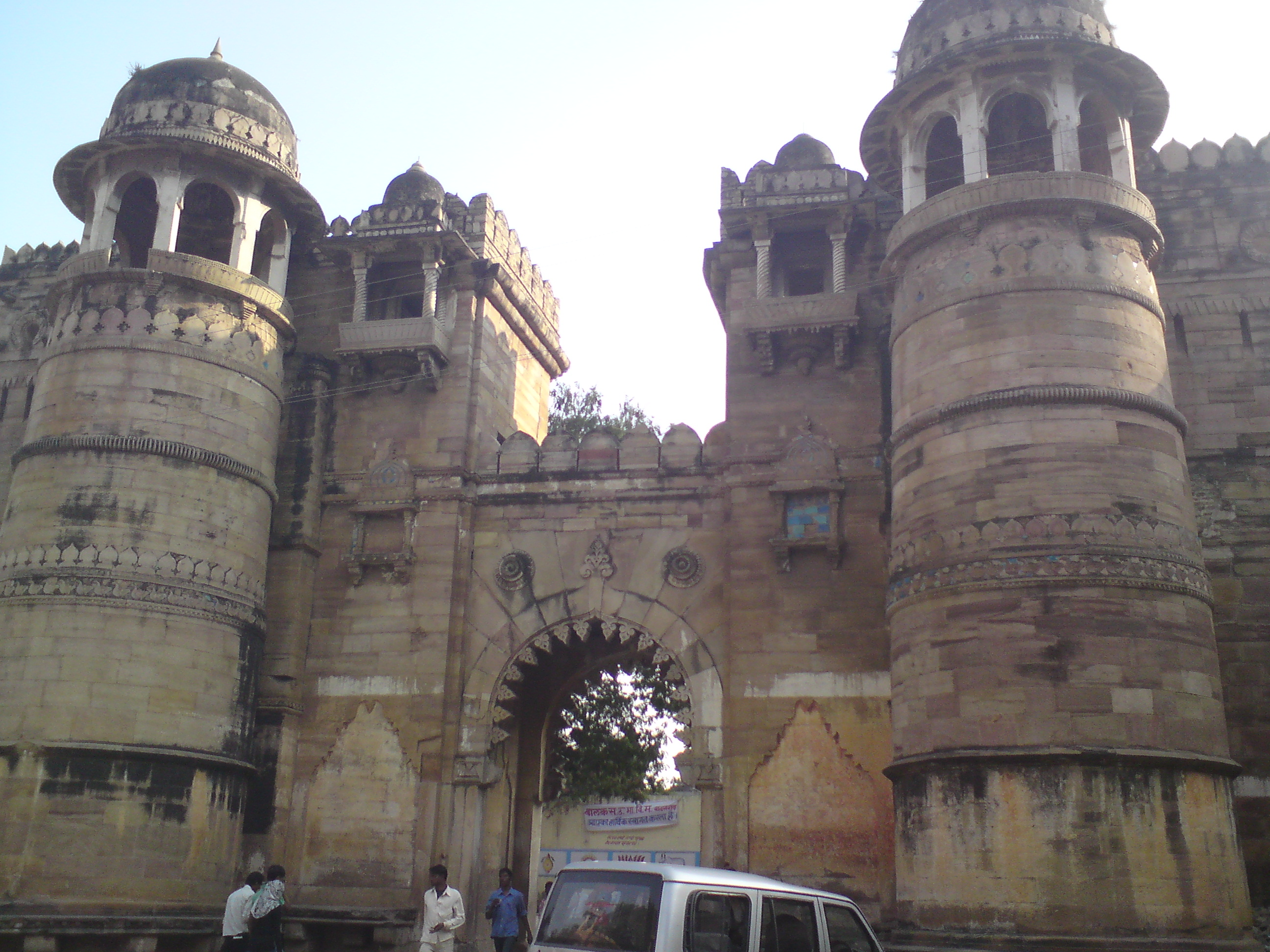
Az erőd egyik kapuja
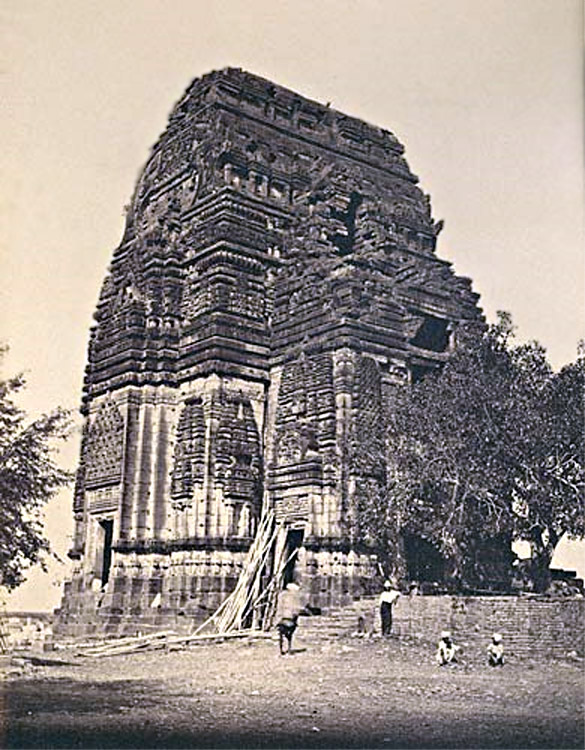
Teli-ka-Mandir templom a Gválijar erődben
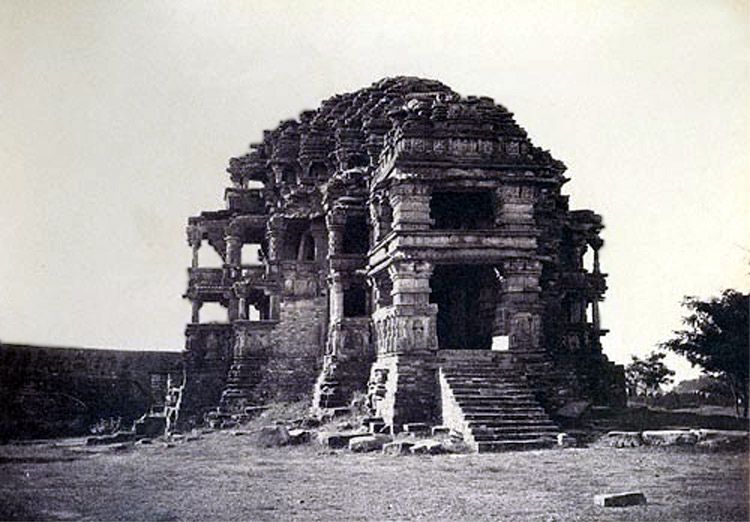
Sas-Bahu-templom a Gválijar erődben
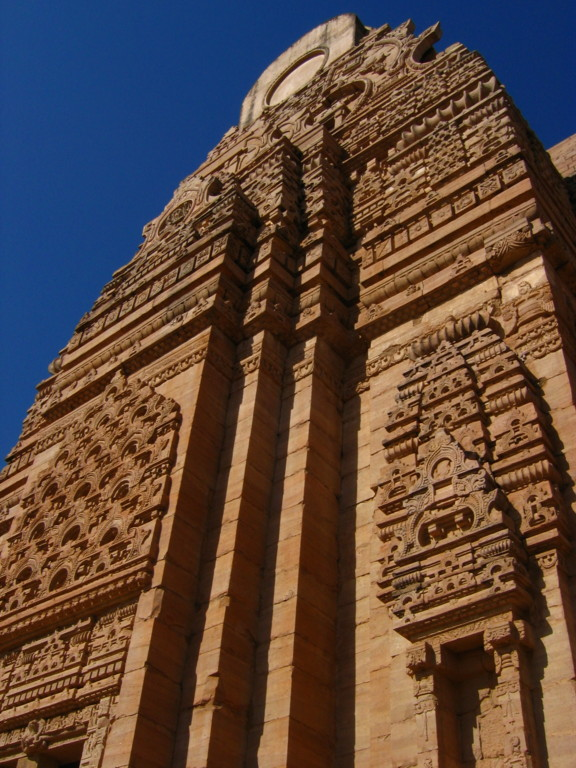
A Teli-ka-Mandir templom déli oldalának homlokzata (VIII. sz.)
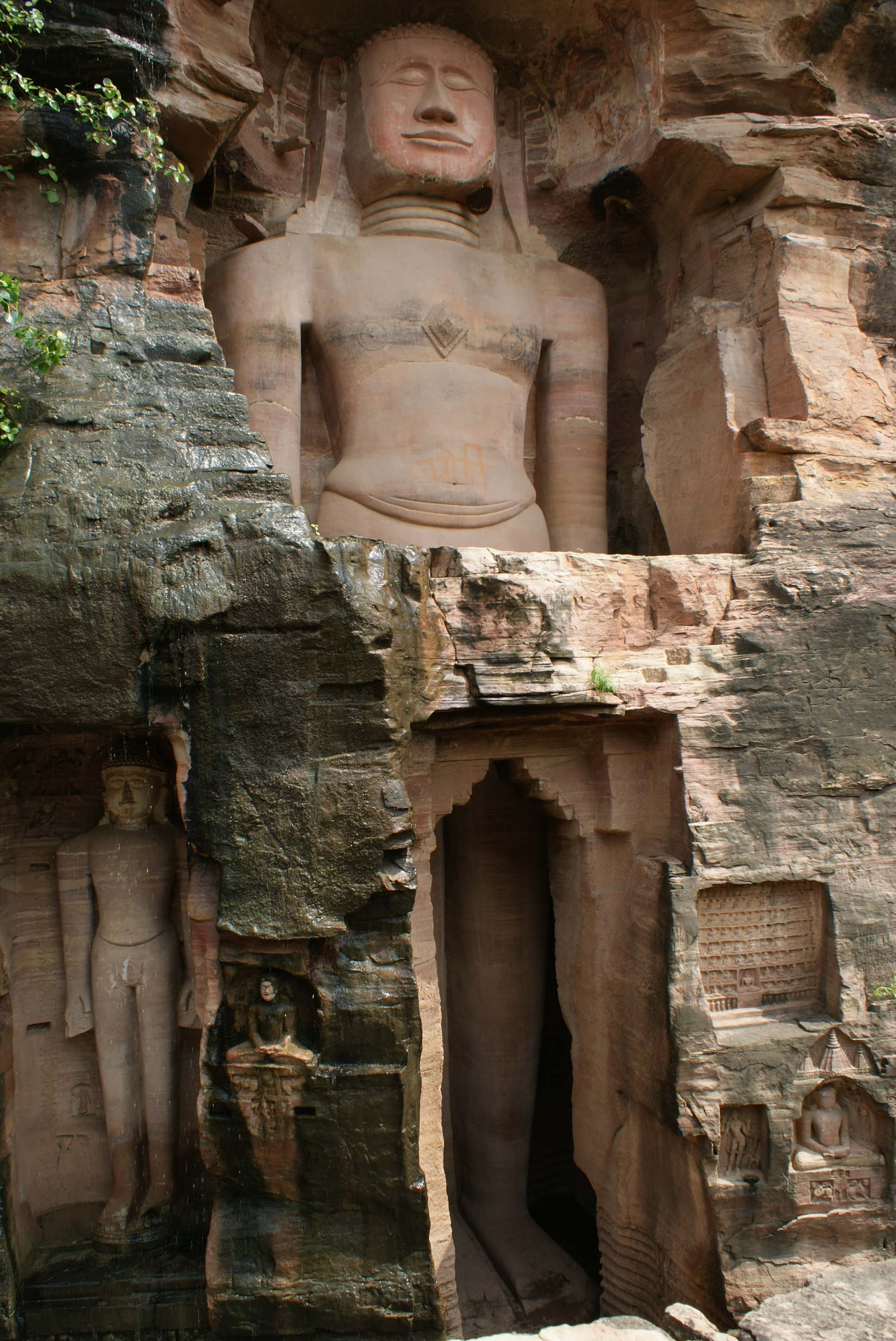
Szobrok a Gválijar erődben

További képek itt.